# Cúp bóng đá Bỉ 2002–03
Cúp bóng đá Bỉ 2002–03 là mùa giải thứ 48 của giải đấu loại trực tiếp chính của bóng đá Bỉ, Cúp bóng đá Bỉ. Lần đầu tiên, vòng tứ kết được diễn ra trong hai lượt đi và về.

## Vòng chung kết
Vòng chung kết diễn ra từ vòng 32 đội khi tất cả các đội bóng ở hạng nhất tham gia (18 đội và 14 đội từ vòng loại). Tất cả các vòng đấu đều diễn ra trong một lượt trừ tứ kết và bán kết (trong hai lượt). Trận chung kết diễn ra tại Sân vận động Heysel ở Brussels và Louviéroise giành chiến thắng trước Sint-Truidense.